# Kim Tae-young (Fußballspieler, 1970)
Kim Tae-young (* 8. November 1970 in Goheung) ist ein ehemaliger Südkoreanischer Fußballspieler und heutiger -trainer.

## Karriere

### Spieler

#### Klub
Aus der Universitätsmannschaft der Dong-A University wechselte er in den Kader des Kookmin Bank FC. Bereits ein Jahr später folgte dann mit Chunnam Dragons die nächste Station. Hier verblieb er bis zu seinem Karriereende Ende 2005.

#### Nationalmannschaft
Sein erstes bekanntes Spiel für die südkoreanische Nationalmannschaft absolvierte er am 21. Oktober 1992 bei einem 0:0-Freundschaftsspiel gegen Vereinigten Arabischen Emirate. Weiter ging es bei ihm dann nebst Freundschaftsspielen auch mit der Qualifikationsphase für die Weltmeisterschaft 1994. Bei der Endrunde selbst wurde er aber nicht Teil des Kaders.
Nach einigen Einsätzen unter anderem bei der Qualifikation für die Weltmeisterschaft 1998 war er diesmal auch Teil des Kaders. Bei dem Turnier gelang seiner Mannschaft in der Gruppenphase jedoch kein einziger Sieg, er war dabei in jedem Spiel auf dem Platz. Das nächste Turnier war dann der Gold Cup 2000, wo er mit seiner Mannschaft eine der Gast-Nationen war. Im Oktober des Jahres spielte er schließlich seine erste Asienmeisterschaft, bei der er mit seinen Mitspielern das Halbfinale erreichte. Auch beim Konföderationen-Pokal 2001 nahm er mit seiner Mannschaft als Ausrichternation teil, wo man nur durch ein schlechteres Torverhältnis bereits nach der Gruppenphase ausschied. Die zweite Teilnahme für ihn am Gold Cup fand dann bei der Ausrichtung im Januar 2002 statt, als er mit seinem Team diesmal sogar das Halbfinale erreichte.
Das nächste Turnier war schließlich die Weltmeisterschaft 2002, bei der er es mit seinem Team als Co-Gastgeber-Mannschaft bis ins Halbfinale schaffte und am Ende auf dem vierten Platz landete. Nach weiteren Freundschaftsspielen ging es 2003 weiter mit der Qualifikation für die Asienmeisterschaft 2004. Auch bei der erstmalig in der Form ausgetragenen Ostasienmeisterschaft 2003 war er Teil des Kaders, machte aber nur zwei Spiele. Das Jahr 2004 war dann auch das letzte für ihn im Dress der Nationalmannschaft. Er wirkte noch einmal unter anderem in zwei Spielen der Qualifikation für die Weltmeisterschaft 2006 mit und war zuletzt noch einmal Teil des Kaders bei der Asienmeisterschaft 2004, als er bei dem 0:0 in der Gruppenphase gegen Jordanien sein einziges und damit auch letztes Spiel für die Nationalmannschaft machte.

## Trainer
Bereits direkt nach seinem Karriereende als Spieler startete er seine Trainer-Karriere als Co-Trainer der Universitätsmannschaft der Kwangwoon University. Diesen Posten hatte er ein Jahr lang inne. In der ersten Jahreshälfte 2009 war er noch kurzzeitig Co-Trainer der U20-Nationalmannschaft. Diesen Posten führte er ab der zweiten Jahreshälfte bis Ende 2012 bei der U23 weiter aus. Weiter ging es für ihn dann mit der Position von Anfang bis Mitte 2013 bei Ulsan Hyundai sowie danach bis September 2014 bei der A-Nationalmannschaft. Mit dieser nahm er auch an der Weltmeisterschaft 2014 teil.
Ab Anfang 2015 kehrte er wieder zu seinem alten Klub Jeonnam Dragons zurück, wo er ebenfalls Co-Trainer bis Ende 2016 wurde. Danach war er dies ein weiteres Mal von 2017 bis Ende 2018 bei den Suwon Bluewings. Seit Anfang 2020 hat er bei Cheonan City erstmals eine Position als Cheftrainer inne.